# Marathon van Enschede 1949

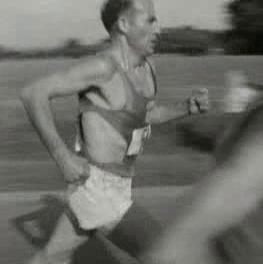
Thomas Richards tijdens de editie van 1951

De marathon van Enschede 1949 werd gelopen op zaterdag 20 augustus 1949. Het was de tweede editie van de marathon van Enschede. De 42-jarige Brit Jack Holden kwam als eerste over de streep in 2:20.52.
Deze wedstrijd was tevens het toneel van het Nederlands kampioenschap marathon. De snelste Nederlander Joop Overdijk finishte als vijfde in 2:32.02 en won hiermee de nationale titel.
Er namen 70 marathonlopers deel, waarvan er tien niet over de finish kwamen. Door de snelle finishtijden ging men twijfelen aan de lengte van het parcours. Bij de eerste nameting bleek deze te kloppen, maar bij de tweede nameting bleek het parcours 2700 m te kort. Volgens de Assiociation Road Running Statistics was de lengte van het parcours 39.565 km.
Marathonwedstrijden voor vrouwen bestonden er in die tijd nog niet.

## Uitslag
| rang   | naam            | land | tijd     | NK    |
| ------ | --------------- | ---- | -------- | ----- |
| Goud   | Jack Holden     | GBR  | 2:20.52  |       |
| Zilver | Thomas Richards | GBR  | 2:24.04  |       |
| Brons  | René Josset     | FRA  | 2:25.05  |       |
| 4      | John Systad     | NOR  | 2:30.35  |       |
| 5      | Joop Overdijk   | NED  | 2:32.02  | 1e NK |
| 6      | Hubert Zeinar   | AUT  | 2:38.57  |       |
| 7      | W. van Rijn     | NED  | 2:39.03  | 2e NK |
| ?      | D. Slegt        | NED  | 2:41.08  | 3e NK |
| 12     | J. Poelsma      | NED  | 2:50.37  | 4e NK |
| 38     | A. Radelaar     | NED  | 3:21.04  | 5e NK |
| 49     | O. v.d. Veen    | NED  | onbekend | 6e NK |
| 67     | C. Hofland      | NED  | onbekend | 7e NK |

1947 ·
1949 ·
1951 ·
1953 ·
1955 ·
1957 ·
1959 ·
1961 ·
1963 ·
1965 ·
1967 ·
1969 ·
1971 ·
1973 ·
1975 ·
1977 ·
1979 ·
1981 ·
1983 ·
1985 ·
1987 ·
1989 ·
1991 ·
1992 ·
1993 ·
1994 ·
1995 ·
1996 ·
1997 ·
1998 ·
1999 ·
2000 ·
2001 ·
2002 ·
2003 ·
2004 ·
2005 ·
2006 ·
2007 ·
2008 ·
2009 ·
2010 ·
2011 ·
2012 ·
2013 ·
2014 ·
2015 ·
2016 ·
2017 ·
2018 ·
2019 ·
2020 · 2021 ·
2022 ·
2023 ·
2024 ·
2025